# Lock's Quest
Lock's Quest è un videogioco di genere tower defense, sviluppato da 5th Cell e pubblicato da THQ nel 2008. È il secondo titolo sviluppato da 5th Cell per Nintendo DS e si avvicina per alcuni aspetti come design artistico e storia al loro primo gioco Drawn to Life. 
Il gioco è stato pubblicato in Nord America l'8 settembre 2008, in Oceania il 25 settembre 2008, in Europa il 26 settembre 2008 e in Giappone il 19 febbraio 2009.
Il 16 febbraio 2017, THQ Nordic ha annunciato la remastered del gioco per PS4, Xbox One e per PC, sviluppata da Digital Continue e uscita poi ufficialmente il 30 maggio dello stesso anno.
Il 26 settembre 2019 è stata pubblicata da HandyGames, sottosezione di THQ Nordic, una versione di Lock's Quest per i dispositivi Android e iOS.

## Trama

### Ambientazione
Il gioco è ambientato in un reame fittizio in cui la più importante risorsa energetica è l'Essenza. Questa potente sostanza, di cui non si comprende né la vera natura né il vero potere, può essere manipolata con successo da un ristretto numero di persone. Questi vengono chiamati Archingegneri e, come suggerito dal nome, utilizzano l'Essenza per costruire mura ed edifici. Agonius era il più abile degli Archingegneri e mirava a sfruttare il potere nascosto dell'Essenza per uno scopo più grande: donare la vita a ciò che ne è privo.

### Prima guerra
Il Re, nonostante Agonius sia riuscito nel suo intento, è spaventato dai pericoli che potrebbe comportare, e ordina all'Archingegnere di interrompere tali attività. Agonius si rifiuta e, dopo esser stato bandito dal regno, decide di vendicarsi. L'Archingegnere, d'ora in poi noto come Lord Agony, costruisce un'armata di robot animati dall'Essenza detti Meccanismi con cui ambisce a distruggere l'intero regno. Le perdite sono ingenti per entrambe le parti, ed è solo grazie ad un attacco diretto proprio alla fortezza di Agony che il Regno ha la meglio. Gli eventi di questo attacco non vengono specificati: viene reso noto che sono stati due gli archingegneri ad infiltrarsi nella camera di Agony, che c'è stata una grossa esplosione e che Agony è sconfitto. Dei due archingegneri, Jacob e Kenan, il primo è scomparso ed è ritenuto morto, il secondo è sopravvissuto ed è diventato poi Capo degli archingegneri.

### Seconda guerra
Qualche anno dopo entra a far parte della storia il personaggio giocabile, Lock, che vive con il nonno Tobias e la sorellina Emi in un piccolo villaggio marittimo, la cui tranquillità viene improvvisamente turbata da un ritorno dei Meccanismi e di un nuovo Lord Agony. Dopo aver protetto il suo villaggio, Lock decide di arruolarsi come Archingegnere per difendere il regno e per cercare la sorella, scomparsa a seguito dell'attacco al villaggio.  Da lì il protagonista lavora sotto l'esperta guida di Kenan, ritrovandosi a combattere una serie di sanguinose battaglie e allo stesso tempo, a svelare molti misteri sulla sua famiglia. In seguito al ritrovamento della sorella, Lock scopre che tutti gli abitanti del suo villaggio sono Meccanismi e che Tobias si rivela essere l'uomo dietro alla seconda guerra: Tobias è in realtà Jacob, ed è il nuovo Lord Agony.
Lock viene informato che anche Emi e lui sono meccanismi, ma che in lui c'è qualcosa di speciale. Infatti Lock è l'ultima e migliore creazione di Lord Agony (Agonius), a cui quest'ultimo ha donato l'anima con lo scopo di rendere il meccanismo a tutti gli effetti un essere umano. Oltre a ciò, si viene a sapere che fu Jacob, servendosi dell'alias di Tobias, a prendere con sé Lock e a crescerlo, auto-esiliandosi in un piccolo villaggio per studiare al meglio i Meccanismi. Nell'ultimo atto, Lock si scontra direttamente contro Jacob e ha la meglio, ma il nonno, in preda alla follia, prosciuga Emi della sua essenza, lasciandola morente. Il protagonista lo sconfigge ancora una volta, e Jacob, pentito delle sue azioni, si offre di riparare Emi. Per fare ciò però, Lock è costretto a combattere contro le forze del regno e Kenan, che vogliono uccidere Jacob.
La battaglia si conclude con la morte di Kenan e l'arresto di Jacob, il quale però non è riuscito a far tornare in vita Emi, danneggiata oltre la sua struttura fisica. Successivamente, Lock si incontra con il Re, affermando di essere pronto a tutto pur di far rivivere Emi. Il Re spiega come ogni vita sia definita da un'anima e che al fine di rianimarla occorre sacrificare un'anima. Nella cutscene finale si può vedere Lock ed Emi giocare insieme sulla spiaggia, facendo intendere che la sorella abbia alla fine ricevuto l'anima di Jacob, pentito e colpito dal senso di colpa della guerra di cui è responsabile.

## Modalità di gioco
Nella versione originale per DS, la mappa di gioco e la quantità di Essenza accumulata sono posizionati nello schermo superiore, mentre nella parte inferiore (con cui si può interagire) sono presenti l'HUD e il personaggio giocabile visto da una prospettiva isometrica. Nella versione per console e PC del 2017, Lock viene controllato attraverso l'analogico e la mappa viene ridimensionata in alto a destra dello schermo insieme alla quantità d'Essenza.
Lock deve raggiungere accampamenti del regno spostandosi sulla mappa, e una volta arrivato, proteggere il luogo per qualche giorno. A questo punto inizia il gameplay principale del gioco, che si compone di due fasi tipiche dei giochi tower defense.

### Fase della costruzione
Nella prima fase, denominata fase della costruzione, il giocatore deve preparare le difese per l'attacco nemico, con lo scopo di proteggere pozzi d'Essenza o persone. È quindi necessario studiare il territorio della mappa e disporre strutture difensive come mura, torrette, trappole e automi, tenendo conto di un dato tempo limite e di una certa quantità di Essenza.

### Fase della battaglia
La seconda fase è detta fase della battaglia. In questa il gioco si arricchisce di qualche meccanica d'azione: Lock deve difendere la sua postazione dall'arrivo periodico di orde di Meccanismi fino allo scadere del tempo. Toccando lo schermo con lo stilo si può muovere il personaggio, con la possibilità sia di riparare strutture (consumando Essenza), sia di sconfiggere Meccanismi a colpi di pugni, talvolta anche con l'ausilio di potenti attacchi speciali. Ogni Meccanismo ucciso dona una quantità di Essenza che aiuta a migliorare le difese per il giorno successivo.

### Minigioco
Esiste un minigioco, dallo stile più arcade, in cui il giocatore si ritrova a cannoneggiare direttamente i nemici da una torretta, su una mappa in due dimensioni. Questa modalità conferisce al giocatore ulteriore Essenza per le battaglie.

### Multigiocatore
È presente una modalità multiplayer uno contro uno in locale, in cui i due giocatori possono mandare orde di Meccanismi contro l'altro e allo stesso tempo costruire difese, con lo scopo di conquistare il pozzo di Essenza avversario. Questa modalità non è presente nella versione rimasterizzata del gioco.

### Modalità senzafine
Nella versione di Lock's Quest per PS4, PC e Xbox one la modalità multigiocatore è stata sostituita con la modalità "senzafine" in cui il giocatore deve difendere la capitale del regno, Antonia, da ondate infinite di Meccanismi. Lock ha la possibilità di schierare oltre che strutture anche dei soldati.

## Colonna sonora
La colonna sonora del gioco è stata composta da David J. Franco. Il 30 maggio 2017, insieme alla remastered del gioco, su Steam è uscita la colonna sonora ufficiale, anch'essa rimasterizzata, per un totale di 43 tracce.

## Sviluppo
Il 1º aprile 2008, THQ ha annunciato per la prima volta lo sviluppo di Lock's Quest (al tempo noto come "Construction Combat: Lock's Quest").
Il giorno seguente, dopo averlo provato in esclusiva, IGN lo ha descritto come segue: "È ancora presto per dirlo, ma il gioco ha il potenziale di essere uno dei migliori giochi strategici per Nintendo DS".
Il 25 luglio 2008, al Comic-Con di San Diego è stata presentata una versione a fumetti del gioco intitolata Lock's Quest: A Source of Hope - Volume 1, disegnata da Edison Yan Harris Craig.

## Accoglienza
| Testata                         | Versione      | Giudizio |
| ------------------------------- | ------------- | -------- |
| Metacritic (media al 10-7-2022) | DS            | 80/100   |
| Everyeye.it                     | DS            | 7/10     |
| Eurogamer (ITA)                 | DS            | 6/10     |
| IGN                             | DS            | 8,6/10   |
| Gamespot                        | DS            | 8/10     |
| GamingPark                      | PS4, PC, XONE | 7,9/10   |

Secondo Everyeye.it il gioco presenta "ripetitività di fondo" e "qualche problema con il sistema di puntamento", avendo comunque "un impianto grafico-sonoro soddisfacente" e "un gameplay che funziona". 
Per Eurogamer, Lock's Quest mostra "confusione nelle fasi d'azione più dense" mentre è "discreto invece il design dei personaggi e il versante sonoro". 
Gamespot ha affermato che "Lock's Quest ha innalzato il genere tower-defense con la sua campagna longeva, e un gameplay che crea dipendenza".
IGN ha dichiarato: "Lock's Quest è senza dubbio una delle esperienze più originali e brillanti avute su DS quest'anno, abbiamo amato ogni singolo minuto". È stato candidato da IGN nei video game awards del 2008 come il "Best strategy game" e "Best new IP". 
Riguardo alla versione rimasterizzata, per GamingPark.it, il gioco esibisce "una grafica per nulla invecchiata" e "un buon adattamento dei controlli"; viene però considerato un difetto l'assenza di una modalità multigiocatore.
Secondo Gamezone, il nuovo gioco "non ha mai avuto un comparto grafico e sonoro di così alto livello", dimostrando però "un sistema di controllo problematico, qualsiasi sia la versione".